# Тинга (блюдо)
Тинга (исп. Tinga) — мексиканское блюдо, приготовленное из измельченного мяса (carne deshebrada: мясо отваривают, реже маринуют в соусе адобо (исп.), и вручную разделяют на волокна) в соусе из помидоров, лука, чеснока и копчёного перца чипотле. Блюдо обычно употребляют с тостадой, тако, кесадильей или молоте в сопровождении авокадо, белого сыра, нарезанного салата, сливок и редьки.
Это простое блюдо, очень популярное в центре страны и очень универсальное. Есть тинга из тунца, морского окуня или другой рыбы, а также вегетарианские рецепты тинга на основе моркови, батата или грибов. В Морелосе, например, принято есть тингу из грибов казауате. В Мехико готовят тинга из зелёной колбасы (chorizo verde). В Тласкале обычно включает чоризо или колбасу Longaniza и картофель. Однако самая популярная тинга во всей Мексике — куриная (tinga de pollo). Некоторые повара смешивают курицу с говядиной или свининой.

## Происхождение
Хотя тинга готовят и в центральной, и южной Мексике, предполагается, что блюдо происходит из Пуэблы. В своем «Словаре мексиканизмов» (1895 г.) Франсиско Х. Сантамария определяет «тинга» как разговорный термин для обозначения чего-то «вульгарного» или «беспорядочного», однако он не определяет этимологическое происхождение такого слова.
Впервые тинга упоминается в кулинарной книге La cocinera poblana 1881 года. В ней описано до семи различных рецептов тинги:
- Tinga escandalosa: варится картошка, лук жарится вместе с колбасой longaniza, чоризо, свининой. Затем зажарку смешивают с картофелем и подают с маринованными чипотами, авокадо и нарезанным луком. Его название, вероятно, происходит от большого разнообразия мяса, которое оно включает.
- Tinga poblana: это рецепт, наиболее похожий на нынешнюю куриную тингу, несмотря на то, что он также содержит рыбу. Курицу варят и шинкуют, а с другой стороны на сале обжаривают помидоры, лук, чеснок и петрушку, добавляют куриный бульон, ломтики чипотле в уксусе и сардины. Наконец, его подают с листьями салата и авокадо.
- Otra tinga: готовится так же, что и в предыдущем рецепте, только вместо куриного мяса используется жареная свинина и колбаса, и подается с листьями салата, редисом и выдержанным сыром.
- Otra: лук, чеснок и чипотле нарезаются и обжариваются с колбасой и свининой. Подается со столовой ложкой масла и свежим сыром.
- Tinga caliente: в этом рецепте сначала готовят чипотле, а затем добавляют в смесь со сливочным маслом, где жарятся лук и помидоры. Монталая (свиная вырезка) готовится и добавляется в блюдо. Наконец, его подают со свежим сыром и авокадо.
- Tinga fría: чипотле очищают и нарезают в уксусе, чтобы позже смешать их с нарезанным луком, маслом и авокадо.
- Tinga de chile meco: используется чили меко, представляющий собой сушеный перец халапеньо. Их вымачивают в течение ночи в соленой воде, обжаривают на сале и масле вместе с нарезанными помидорами, луком и чесноком. Затем добавляют воду, соль и кусочки тыквы. Также добавляется корейка, колбаса, чоризо, свиные ребра, все обжаривается. Подают с луком, авокадо, листьями салата, редисом, маслом и выдержанным сыром.

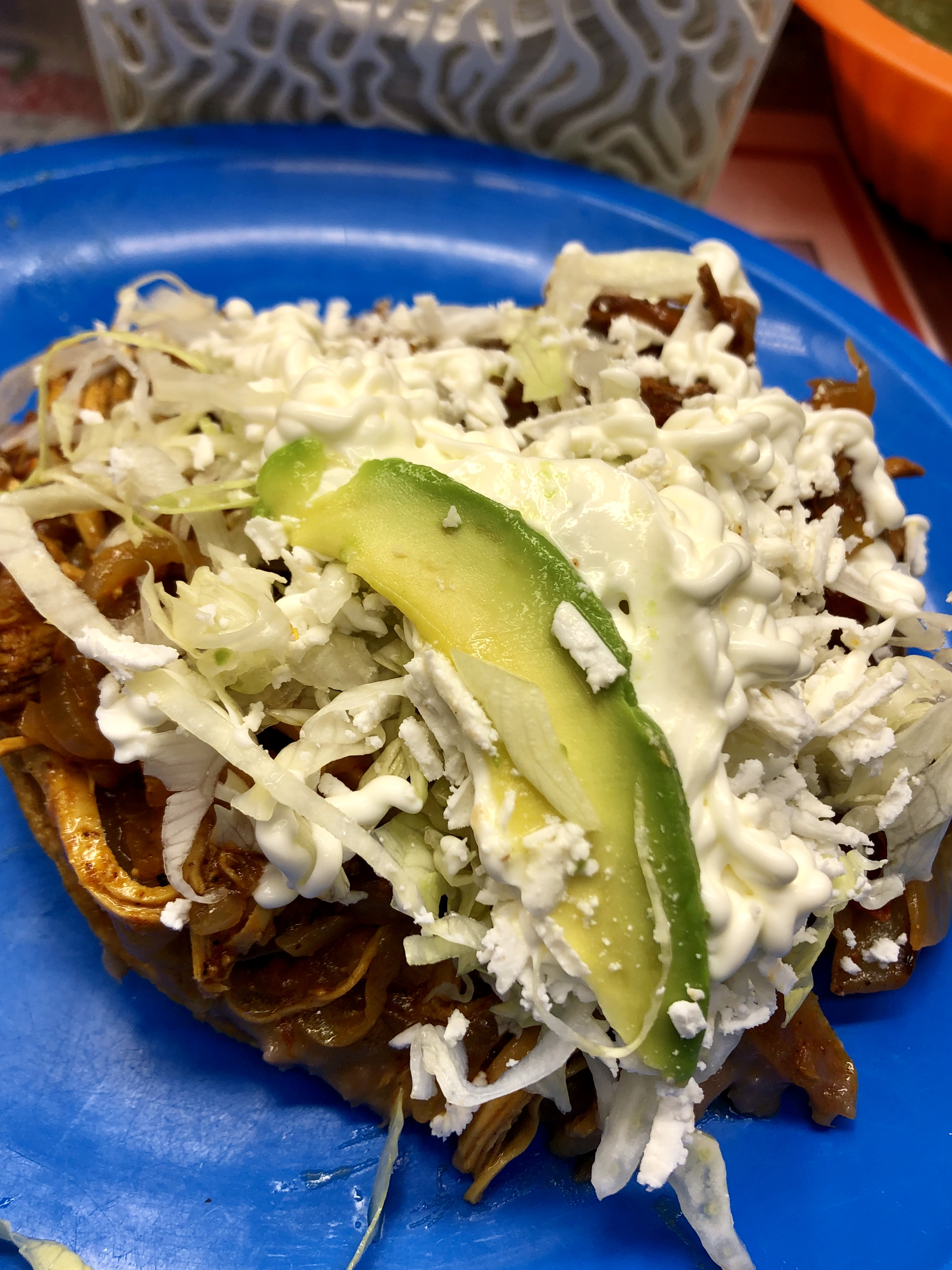
Тостада с куриной тинга
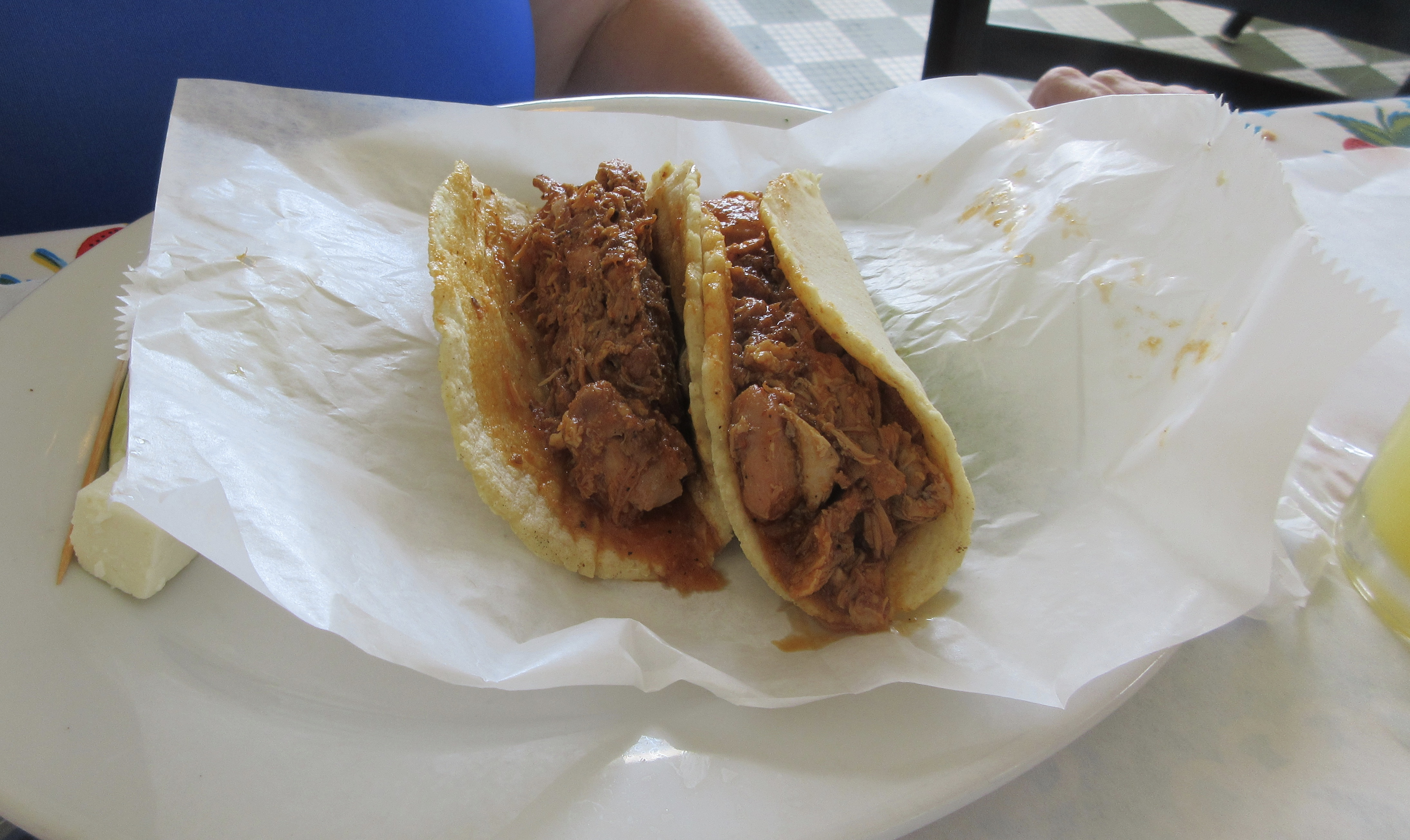
Такос с куриной тинга
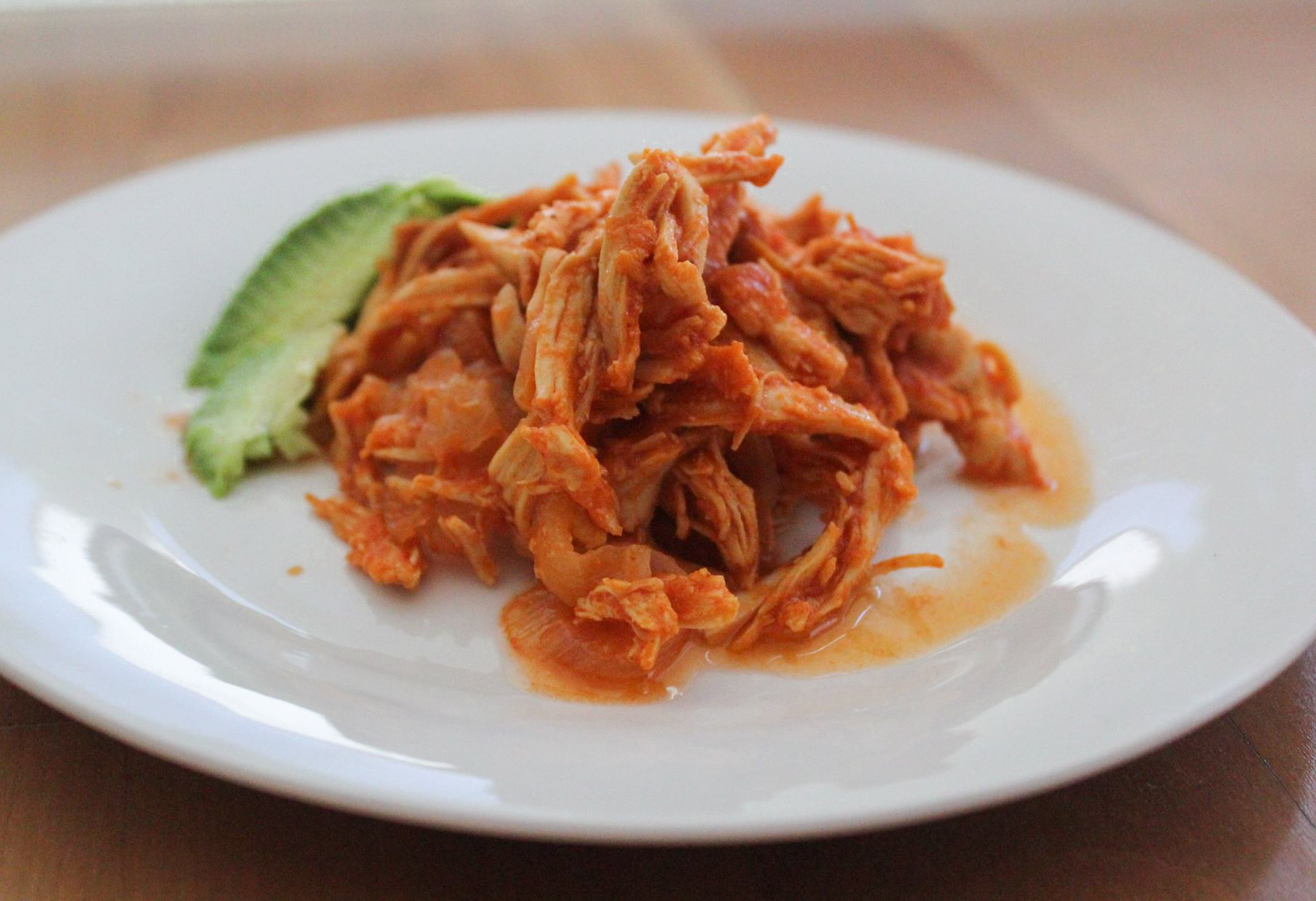
Куриная тинга